# Nuevo Casaraná
Nuevo Casaraná es un caserío peruano ubicado en el distrito de La Arena, perteneciente a la provincia y departamento de Piura, al norte del Perú. 

## Ubicación
Nuevo Casaraná se ubica al oeste de la provincia de Piura, en el distrito de La Arena, en el departamento de Piura.

## Demografía
En 2017 Nuevo Casaraná tenía una población de 301 habitantes.